# Коул, Селуин
Селуин Коул Маветарал (англ. Selwyn Kole Mawetaral; род. 26 декабря 1973, Гуадалканал, Гуадалканал) — соломонский легкоатлет, специалист по бегу на средние дистанции. Выступал за сборную Соломоновых Островов по лёгкой атлетике во второй половине 1990-х годов, рекордсмен страны, многократный призёр первенств Океании и Южнотихоокеанских мини-игр, участник летних Олимпийских игр в Атланте.

## Биография
Селуин Коул родился 26 декабря 1973 года поселении Лонггу провинции Гуадалканал, Соломоновы Острова.
Дебютировал на взрослом международном уровне в сезоне 1995 года, когда вошёл в основной состав соломонской национальной сборной и выступил на чемпионате мира в Гётеборге — в программе бега на 1500 метров показал время 4:05,07 и остановился на предварительном квалификационном этапе.
Благодаря череде удачных выступлений удостоился права защищать честь страны на летних Олимпийских играх 1996 года в Атланте — стартовал в беге на 1500 метров, показал время 4:03,44 и не квалифицировался в следующую стадию соревнований.
После атлантской Олимпиады Коул ещё в течение некоторого времени оставался в составе легкоатлетической команды Соломоновых Островов и продолжал принимать участие в крупнейших международных соревнованиях. Так, в 1997 году он побывал на Южнотихоокеанских мини-играх в Паго-Паго, откуда привёз награды серебряного и бронзового достоинства, выигранные в дисциплинах 800 и 1500 метров соответственно. Кроме того, установил здесь свои личные рекорды в данных дисциплинах, показав время 1:53,33 и 4:00,95.
В 1998 году на чемпионате Океании в Нукуалофа завоевал бронзовую и серебряную медали в беге на 800 и 1500 метров соответственно.